# Vento d'amore
Vento d'amore è un singolo del cantante italiano Alberto Urso, pubblicato nel 2019 e presentato durante il talent show Amici di Maria De Filippi.